# Josep Rubau Donadeu i Corcellés
Josep Rubau Donadeu i Corcellés (Figueres, Alt Empordà, 1841 - Madrid, Castella, 1916) fou un escriptor i polític català, diputat a les Corts espanyoles durant el sexenni democràtic.

## Biografia
El 1858 es va establir a Barcelona, on treballà com a agent d'assegurances i simpatitzà inicialment amb el Partit Democràtic. El 1863 fundà el periòdic El Debate i el 10 de juny de 1864 fou un dels signants del Manifest dels Demòcrates socialistes de Barcelona. Participà en el moviment revolucionari de 1866, raó per la qual fou empresonat. El 1867 es va establir a Madrid, on fou nomenat vicepresident del Club de la Montaña, on destacà com a orador i agitador extremista, i amb Rodríguez Solís fundà el periòdic Cartas Federales.
Va combatre en les barricades de la revolució de 1868 al costat dels republicans més intransigents. Simpatitzant del moviment internacionalista, va acompanyar Giuseppe Fanelli en la seva visita a Madrid, Sabadell i Barcelona el 1868 i el 1869 va participar en l'Associació Internacional dels Treballadors (Primera Internacional) de Ginebra, organitzada pels seguidors de Mikhaïl Bakunin, i el 1870 intentà en va que la Federació Regional Espanyola de l'AIT donés suport a la causa republicana. El 1872 va planejar un aixecament a l'Empordà contra les lleves amb Baldomer Lostau i Prats i Joan Arderius i Banjol que va fracassar.
Fou elegit diputat per Sant Feliu de Llobregat a les eleccions generals espanyoles d'agost de 1872 i 1873. Fou assessor d'Estanislau Figueras al presidir aquest la primera República espanyola i participà en les negociacions durant la Proclamació de l'Estat Català.
Després de la restauració va donar suport al Partit Demòcrata Possibilista d'Emilio Castelar, però quan aquest partit va integrar-se en el Partit Liberal Fusionista es va decantar per la Fusió Republicana de Nicolás Salmerón (1898). El 1903 participà en la fundació de la Unió Republicana amb Miguel Morayta i Giner de los Ríos, i 1906 es va unir als republicans contraris a la constitució de la Solidaritat catalana.
A la seva mort va donar valuoses col·leccions de llibres a les societats recreatives figuerencs i quadres pels museu de Figueres.
També podem trobar el seu cognom escrit com Rubaudonadeu.

### L'album Rubaudonadeu

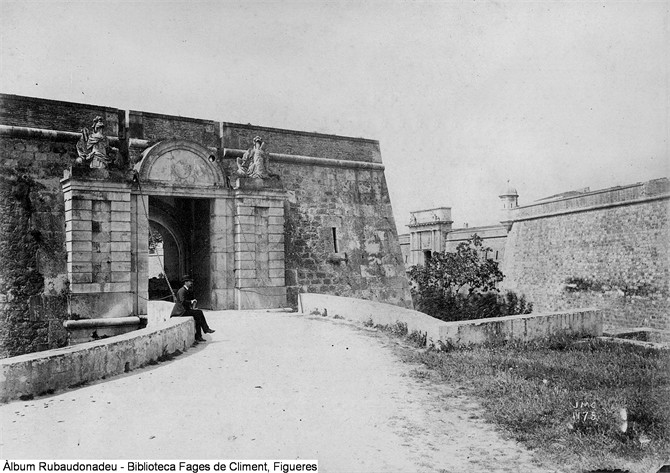
Foto del fons Rubaudonadeu dipositat a la Biblioteca Fages de Climent de Figueres

A més del camp polític, el Josep Rubau Donadeu va desenvolupar una intensa activitat cultural, i entre altres projectes va voler recollir fotogràficament la vida quotidiana de l'Empordà. Es va posar en contacte amb un reconegut fotògraf reusenc, en Josep Maria Cañellas, que en aquell moment desenvolupava la seva tasca professional a París, i el va contractar per a fer un àlbum del territori i la seva gent. En Cañellas feu cinc-centes cinquanta-cinc fotografies durant tres mesos de l'hivern de 1888 a 1889. El conjunt destacava per la seva qualitat tècnica i artística i són un document excepcional d'enorme valor històric i etnogràfic. A l'actualidad es conserva a la Biblioteca Carles Fages de Climent de Figueres i es pot consultar online.

## Obres
- Las pólizas de seguros de incendios explicadas (Madrid, 1869)
- Los incendios guia pràctica del fabricant per emprar els mitjans preventius dels incendis (Barcelona, 1875)
- Los incendios criminales (Barcelona, 1877)
- Los Tribunales y las primas de seguros.